# 어느 날 밤에 생긴 일
《어느 날 밤에 생긴 일》(영어: It Happened One Night)은 1934년에 제작된 프랭크 캐프라가 감독한 스크루볼 코미디 영화이다. 클라크 게이블과 클로데트 콜베르가 주연을 맡았다. 아카데미상에서 최초로 그랜드 슬럼을 달성하였으며 미국 영화 연구소에서는 100대 영화에 선정되었다.

## 줄거리
월스트리트 상속녀 엘리 앤드루스는 매력적인 비행사 킹 웨슬리와 눈이 맞아 도망쳤다. 그녀의 아버지 알렉산더는 웨슬리가 엘리의 돈 때문에 결혼했다고 생각한다. 앤드루스 씨는 변호사들이 혼인 무효를 주선하는 동안 엘리를 플로리다 요트에 격리시킨다. 그러나 엘리는 탈출하여 해변으로 헤엄쳐 육지로 올라와, 뉴욕 시로 가는 그레이하운드 버스에 탑승하여 웨슬리와 재회하려 한다. 앤드루스 씨는 그녀의 안전한 귀환에 10,000달러(현재 가치 2022년 기준 $193,458에 해당)의 보상금을 내걸어 헤드라인을 장식한다.
버스에서 엘리는 새로 실직한 신문 기자 피터 원을 만난다. 피터는 특별 대우를 기대하고 실제 생활 기술이 부족한 엘리에게 짜증을 낸다. 그러나 그는 엘리의 강한 성격에 이끌려 도둑이 그녀의 돈 대부분을 훔쳐간 후 그녀를 돕는다. 잭슨빌에서 예정된 정류장에서 엘리는 운전사가 자신을 기다려줄 것이라고 생각하고 버스를 놓친다. 피터는 엘리의 탈출에 대한 헤드라인을 읽고 그녀와 동행하기 위해 남는다. 그는 그녀에게 선택권을 준다: 만약 그녀가 자신에게 독점 기사를 제공한다면, 그는 그녀가 뉴욕으로 돌아가는 것을 도와줄 것이다. 그렇지 않다면, 그는 그녀의 아버지에게 그녀가 어디에 있는지 알려줄 것이다. 엘리는 동의한다.
그날 더 이상 버스가 없었기 때문에 피터와 엘리는 함께 모텔 방을 빌린다. 피터는 그들의 각 침대 사이에 임시 방 칸막이를 설치하고, 농담으로 그것을 "여리고의 벽"이라고 부른다. 아침에 앤드루스 씨의 사설 탐정들이 피터와 엘리에게 질문한다. 그들은 격렬하게 다투는 부부인 척하여 탐정들을 피한다.
다음 버스가 늪에 빠지자 피터와 엘리는 히치하이킹을 시도한다. 그들은 엘리의 특권과 피터의 오만함에 대해 다투지만, 사랑에 빠지기 시작한다. 피터는 여러 대의 차를 세우려 시도하지만 실패하고, 엘리는 다리를 드러내어 첫 시도에 성공한다. 그러나 엘리가 세운 운전사는 노상강도였고, 그들의 짐을 싣고 도망친다. 피터는 그를 쫓아가 그의 차를 훔쳐 그들이 계속 여행할 수 있게 한다.
뉴저지주의 한 모텔에서 엘리는 피터에게 사랑을 고백하고, 피터는 감동하지만, 자신이 실직 상태인 한 엘리에게 합당하지 않다고 생각하여 그녀의 접근을 거부한다. 이른 아침, 그는 뉴욕으로 운전하여 자신의 이야기를 옛 신문사에 1,000달러에 팔기 위해 간다. 그가 엘리 없이 떠나자, 모텔 주인은 엘리를 방탕한 여자로 결론 내리고 그녀를 쫓아낸다. 엘리는 피터가 자신을 버렸다고 생각하고 아버지에게 전화하여 집으로 데려다 달라고 한다. 돌아오는 길에 그녀는 피터를 지나치고, 피터는 자신이 너무 늦었음을 깨닫는다.
앤드루스 씨는 마지못해 웨슬리와 두 번째 공식 결혼식을 주선하지만, 식이 시작되기 직전, 엘리는 아버지에게 피터를 사랑한다고 고백한다. 피터가 앤드루스 씨에게 "재정적" 문제로 연락하자, 엘리는 그것이 10,000달러 보상금이라고 가정하고 어쨌든 웨슬리와 결혼하기로 결심한다. 실제로는 피터는 앤드루스 씨에게 여행 경비 39.60달러를 변상해 달라고 요청한 것이었다. 앤드루스 씨는 피터의 정직함에 감명받아 그에게 엘리를 사랑하는지 묻는다. 여러 번 질문을 회피한 후, 피터는 그녀를 사랑한다고 인정한다.
엘리를 신부 입장시키는 동안, 앤드루스 씨는 피터의 모든 이야기를 밝힌다. 그는 피터에 대한 자신의 승인을 표하고, 만약 엘리가 마음을 바꾼다면 결혼식에서 도망치는 것을 돕고 웨슬리에게 떠나라고 돈을 지불할 것이라고 말한다. 마지막 순간에 엘리는 제단에서 웨슬리를 버린다.
앤드루스 씨의 예상대로 웨슬리는 100,000달러에 엘리를 포기하기로 동의한다. 엘리와 잠자리에 들기 전에 혼인 무효가 완료되기를 초조하게 기다리던 피터는 앤드루스 씨에게 "여리고의 벽이 무너지고 있다"고 전보를 보낸다. 앤드루스 씨는 피터가 "그것들을 무너뜨려도 좋다"고 확인한다. 신혼부부의 모텔 방에서 주인들은 트럼펫 소리와 함께 부부의 오두막에서 담요가 바닥으로 떨어지는 소리를 듣고, 그 후 불이 꺼진다.

## 캐스팅
- 클라크 게이블 - 피터 원
- 클로데트 콜베르 - 엘리 앤드루스
- 월터 코널리 - 알렉산더 앤드루스
- 로스코 칸스 - 오스카 셰페리
- 제임슨 토머스 - "킹" 웨슬리
- 앨런 헤일 - 댄커
- 아서 호이트 - 제이크
- 블랜체 프리데리시 - 제이크의 아내
- 찰스 C. 윌슨 - 조 가든
- 워드 본드 - 버스 운전사

## 한국어 더빙 성우진(KBS, 1991년 9월 29일)
- 이정구 - 피터(클라크 게이블)
- 손정아 - 엘리(클로데트 콜베르)
- 김세한 - 웨슬리(제임슨 토머스)
- 황원 - 알렉산더(월터 코놀리)
- 나수란 - 제이크의 아내(블랜체 프리데리시)
- 주호성 - 제이크(아서 호이트)
- 노민 - 조 가든(찰스 C. 윌슨)
- 이윤선 - 오스카(로스코 칸스)
- 유제상 - 자동차 캠프장 주인(올리버 에크하트)
- 서혜정 - 신문사 직원(베스 플라워스)
- 안종익 - 버스 운전사(워드 본드) / 형사(제임스 버크)
- 김영민 - 주유소 점원(어빙 베이컨)
- 임성표 - 형사(프랭크 홀리데이) / 헤커(앨런 헤일)

## 수상
이 영화는 아카데미에서 5개의 후보에 올라 전부 당선되어 그랜드 슬럼을 이루었다.
| 상         | 상명       | 후보                  | 수상 여부 |
| ---------- | ---------- | --------------------- | --------- |
| 아카데미상 | 작품상     | 프랑크 카프라 해리 콘 | O         |
| 아카데미상 | 감독상     | 프랑크 카프라         | O         |
| 아카데미상 | 남우주연상 | 클라크 게이블         | O         |
| 아카데미상 | 여우주연상 | 클로데트 콜베르       | O         |
| 아카데미상 | 각본상     | 로버트 리스킨         | O         |

### 미국 영화 연구소 선정
- AFI 선정 100대 영화 - 35위
- AFI 선정 100대 코미디 영화 - 8위
- AFI 선정 100대 열정적인 영화 - 38위
- AFI 선정 100대 영화 (2007년 선정) - 46위
- AFI 10 부분 10 영화 (로맨틱 코미디 영화) - 3위

## 같이 보기
- 아카데미상 최고 기록 목록